# Мердо (Південна Дакота)
Мердо (англ. Murdo) — місто (англ. city) в США, в окрузі Джонс штату Південна Дакота. Населення — 475 осіб (2020).

## Географія
Мердо розташоване за координатами 43°53′22″ пн. ш. 100°42′51″ зх. д. / 43.88944° пн. ш. 100.71417° зх. д. (43.889361, -100.714150).  За даними Бюро перепису населення США в 2010 році місто мало площу 1,63 км², уся площа — суходіл.

## Демографія
Згідно з переписом 2010 року, у місті мешкало 488 осіб у 237 домогосподарствах у складі 128 родин. Густота населення становила 299 осіб/км².  Було 291 помешкання (178/км²).
Расовий склад населення:
| - 93,9 % — білих - 3,5 % — корінних американців - 0,2 % — чорних або афроамериканців |

До двох чи більше рас належало 2,5 %. Частка іспаномовних становила 0,8 % від усіх жителів.
За віковим діапазоном населення розподілялося таким чином: 21,9 % — особи молодші 18 років, 57,4 % — особи у віці 18—64 років, 20,7 % — особи у віці 65 років та старші. Медіана віку мешканця становила 45,1 року. На 100 осіб жіночої статі у місті припадало 89,1 чоловіків;  на 100 жінок у віці від 18 років та старших — 86,8 чоловіків також старших 18 років.
Середній дохід на одне домашнє господарство  становив 38 788 доларів США (медіана — 29 375), а середній дохід на одну сім'ю — 56 780 доларів (медіана — 49 000). За межею бідності перебувало 13,0 % осіб, у тому числі 0,0 % дітей у віці до 18 років та 4,7 % осіб у віці 65 років та старших.
Цивільне працевлаштоване населення становило 234 особи. Основні галузі зайнятості: роздрібна торгівля — 23,5 %, мистецтво, розваги та відпочинок — 17,1 %, освіта, охорона здоров'я та соціальна допомога — 16,7 %.